# If Love Was a Crime
Chansons représentant la Bulgarie au Concours Eurovision de la chanson
Shamo shampioni
(2013) Beautiful Mess
(2017)
If Love Was A Crime (en français « Si l'amour était un crime ») est la chanson de Poli Genova qui représente la Bulgarie au Concours Eurovision de la chanson 2016 à Stockholm.
Le 12 mai 2016, lors de la 2e demi-finale, elle termine à la 5e place avec 220 points et est qualifiée pour la finale le 14 mai 2016, au cours de laquelle elle termine à la 4e place avec 307 points.